# Азулай, Авраам
Авраам Азулай (ивр. אברהם בן מרדכי אזולאי‎; 1570—1643) — марокканский каббалист, автор комментария Ор ха-хама (рус. — «Свет Солнца») к Книге Зоар и книги Хесед ле-Авраам (рус. — «Милосердие Авраама», опубликована посмертно, в 1685).
Авраам Азулай был одним из первых, кто объявил об отмене всех ограничений на изучение каббалы, написав в своей книге «Милосердие Авраама», что начиная с 1540 года запрет на изучение каббалы снят.

## Биография
Азулай покинул Фес и переселился в Палестину, в город Хеврон. В Хевроне он составил обширный комментарий к «Зогару». Чума 1619 года изгнала его из нового местожительства; он нашёл временное убежище в Газе, где написал своё лучшее каббалистическое сочинение — חסד לאברהם (Милость Аврааму); оно было опубликовано после смерти автора в Амстердаме и Зульцбахе в 1685 году.

### Авраам Азулай и меч султана

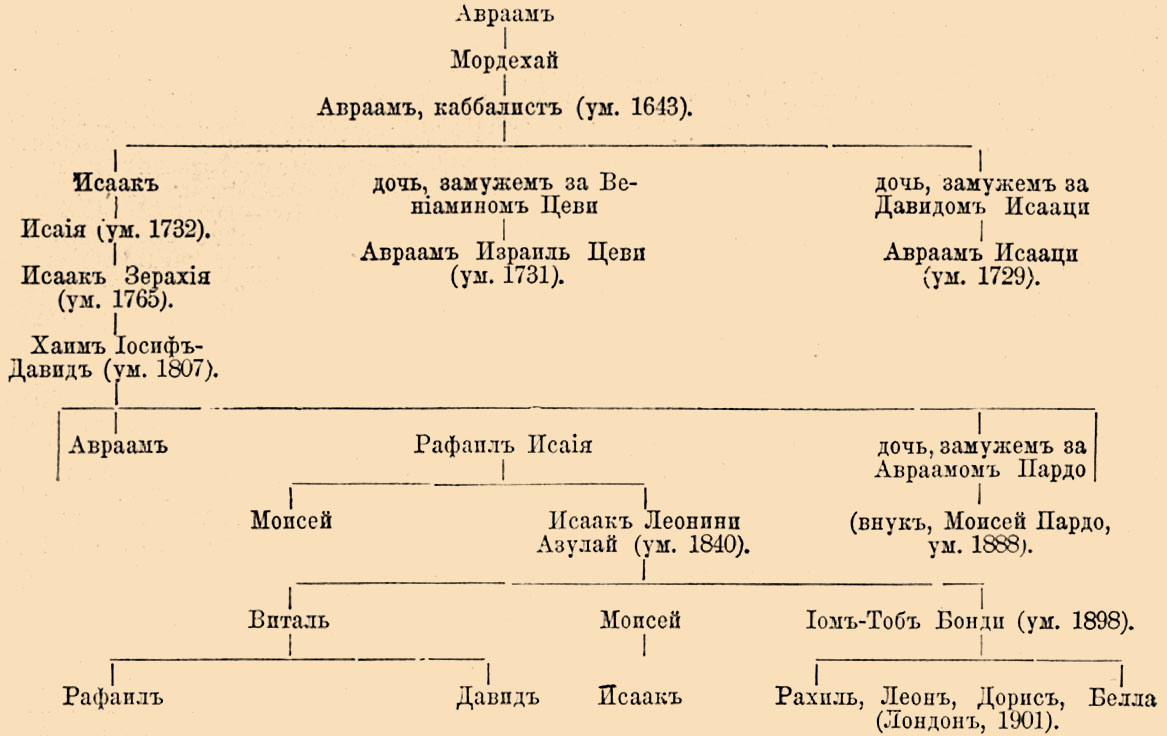
Азулаи

Последние годы своей жизни Авраам Азулай провёл в городе Хеврон, который считается святым как для евреев, так и для мусульман. Главная святыня Хеврона — пещера Патриархов, которую каббалисты считают окном, соединяющим духовный и материальный мир. По преданию, человек, зашедший в пещеру, которая находится под молитвенным домом, должен покинуть материальный мир.
Легенда говорит, что однажды пещеру посетил турецкий султан и случайно уронил свою саблю в колодец. Сабля была дорогая, и султан послал своих слуг в пещеру, находящуюся под молитвенным домом. Однако слуги не вернулись. Местные жители рассказали султану тайну пещеры и даже под страхом смертной казни не были готовы спуститься в неё. Тогда один из советников султана посоветовал ему потребовать от евреев достать саблю, иначе султан обещал жестоко наказать их. Авраам Азулай взял на себя эту миссию и спустился в пещеру. По преданию, там он встретил Адама с Евой, Авраама с Саррой и других праотцов, которые объявили ему, что он должен покинуть наш мир. Однако, для избежания кары султана против евреев Хеврона, Аврааму Азулаю было позволено быть первым в истории человеком, вернувшимся из пещеры праотцов. Авраам Азулай вернул саблю султану, собрал евреев и объявил им, что должен покинуть материальный мир. После этого целую ночь он вёл урок, а на утро скончался.
Похоронен на старом еврейском кладбище Хеврона.

## «Милосердие Авраама»
Азулай писал в «Милосердии Авраама», что наиболее важная духовная трансформация начнётся в 5760 году по еврейскому летоисчислению. Это будет эпоха, когда каббала распространится во все концы земли, период, когда сократятся время и расстояние. Время, когда секреты бессмертия начнут открываться на глазах у всего мира. Год 5760 по еврейскому календарю соответствует 2000 году по григорианскому календарю.